# Silnice I/34

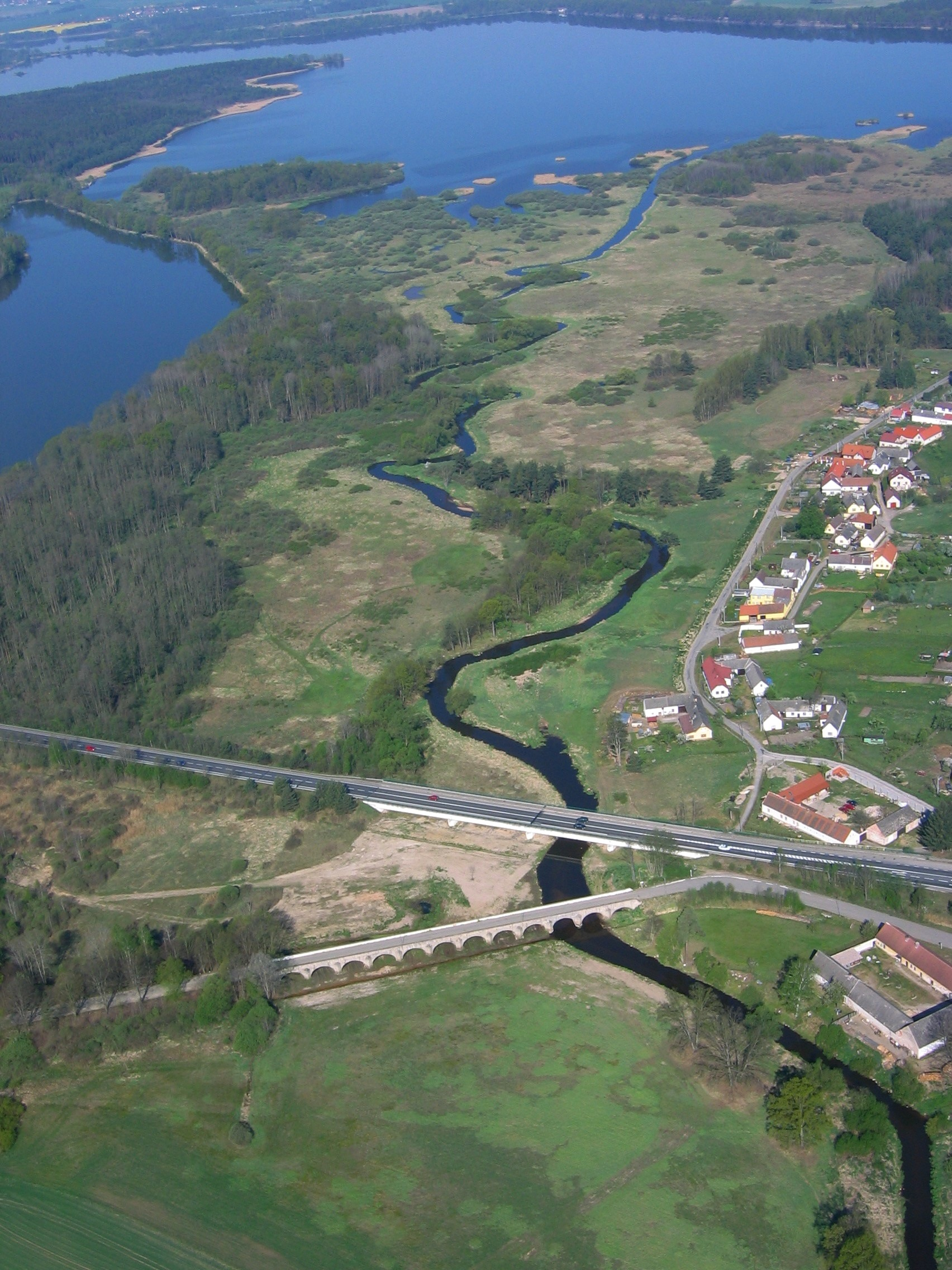
Silnice I/34 ve Staré Hlíně

Silnice I/34 je česká silnice I. třídy propojující kraje Jihočeský, Vysočinu a Pardubický. Měří 202,351 km a patří mezi nejdelší a nejvýznamnější celostátní tahy, po její části je vedena celá evropská silnice E551 (České Budějovice – Humpolec) a krátkým úsekem i E49 (České Budějovice – Třeboň).

## Vedení silnice
| Kraj       | km     |
| ---------- | ------ |
| Jihočeský  | 60,108 |
| Vysočina   | 85,405 |
| Pardubický | 57,077 |

### Okres České Budějovice – Jihočeský Kraj
Celková délka 18,391 km (19,939 s větví I/34J) - mostů: 6 - podjezdů: 4.
Silnice začíná v Českých Budějovicích vyústěním ze silnice I/3 (E55) a pokračuje ulicí Okružní ke kruhovému objezdu, kde zaúsťuje silnice I/34J, která začíná vyústěním ze silnice II/157 v ulici Nádražní. Silnice I/34 pak dále pokračuje přes Lišov a Štěpánovice až na hranice okresu u Vranína.
| Místo            | km     | Cíl                             | Poznámka                                            |
| ---------------- | ------ | ------------------------------- | --------------------------------------------------- |
| České Budějovice | 0,000  | Tábor/Dolní Dvořiště            | vyústění                                            |
| České Budějovice | 0,845  | ul. Nádražní Rudolfov           |                                                     |
| České Budějovice | 0,000  | Ledenice                        | vyústění                                            |
| České Budějovice | 1,548  | ul. Okružní Rudolfov            | zaústění                                            |
|                  | 4,648  | III/10576 Libníč III/10577 Hůry |                                                     |
|                  | 7,237  | Rudolfov                        |                                                     |
| Lišov            | 9,957  | Levín                           |                                                     |
| Lišov            | 10,299 | Hůrky III/1468 Zvíkov           |                                                     |
| Lišov            | 10,892 | III/15512 Dunajovice            |                                                     |
| Štěpánovice      | 13,830 | III/14610 Vlkovice/Dunajovice   |                                                     |
|                  | 16,167 | III/14613 Slavošovice           |                                                     |
|                  | 18,394 |                                 | hranice okresů České Budějovice / Jindřichův Hradec |

### Okres Jindřichův Hradec – Jihočeský Kraj
Celková délka 41,714 - mostů: 12 - podjezdů: 2.
Silnice I/34 začíná na jindřichohradeckém okrese svoji cestu před Třeboní. V Třeboni peážuje po silnici I/24 (E49). Dále už pokračuje jako I/34 (E551) přes obce Stará Hlína, Mláka, Stráž nad Nežárkou, Lásenice a Horní Žďár. V Jindřichově Hradci se setkává se silnicí I/23, která po které peážuje až do Jarošova nad Nežárkou. Silnice pak za Novou Včelnicí přechází do okresu Pelhřimov.
| Místo                | km     | Cíl                                       | Poznámka                                            |
| -------------------- | ------ | ----------------------------------------- | --------------------------------------------------- |
|                      | 18,394 |                                           | hranice okresů České Budějovice / Jindřichův Hradec |
| Třeboň               | 21,812 | Branná III/15512 Břilice                  |                                                     |
| Třeboň               | 22,279 | Veselí nad Lužnicí                        | zaústění                                            |
|                      | 22,279 | Suchdol nad Lužnicí                       | vyústění                                            |
| Stará Hlína          | 25,683 | III/1536 Stříbřec                         |                                                     |
| Mláka                | 29,082 | Lomnice nad Lužnicí                       |                                                     |
| Stráž nad Nežárkou   | 33,857 | III/1489 Plavsko 1532 Stříbřec            |                                                     |
|                      | 35,528 | III/1537 Příbraz                          |                                                     |
|                      | 37,364 | Příbraz                                   |                                                     |
| Lásenice             | 39,162 | Číměř III/14811 Vydří                     |                                                     |
|                      | 42,555 | III/0343 Malíkov nad Nežárkou             |                                                     |
| Jindřichův Hradec    | 46,955 | Nová Bystřice                             |                                                     |
| Jindřichův Hradec    | 47,302 | centrum                                   |                                                     |
| Jindřichův Hradec    | 48,070 | Otín                                      |                                                     |
| Jindřichův Hradec    | 48,984 | III/02312 Otín                            |                                                     |
| Jindřichův Hradec    | 49,458 | III/0344 Jindřiš                          |                                                     |
| Jindřichův Hradec    | 50,379 | Kardašova Řečice / Jarošov nad Nežárkou   | zaústění                                            |
| Jarošov nad Nežárkou | 50,379 | Jindřichův Hradec / Strmilov              | vyústění                                            |
| Jarošov nad Nežárkou | 50,680 | Žirovnice                                 |                                                     |
|                      | 53,234 | III/0346 Nekrasín                         |                                                     |
|                      | 55,463 | III/12826 Nová Včelnice / Kostelní Radouň |                                                     |
|                      | 56,681 | III/12827 Hadravova Rosička               |                                                     |
|                      | 59,072 | III/0346 Žďár                             |                                                     |
|                      | 59,802 | III/12830 Vlčetínec                       |                                                     |
|                      | 60,108 |                                           | hranice okresů Jindřichův Hradec / Pelhřimov        |

### Okres Pelhřimov – Kraj Vysočina
Celková délka 44,060 - mostů: 21 - podjezdů: 4.
V okrese Pelhřimov silnice prochází přes obec Vodná. Pak vede po obchvatě kolem Kamenice nad Lipou a dále přes Pravíkov. Následuje další obchvat (kolem Božejova) a obce Ústrašín, Ondřejov a Myslotín. Silnice pak přichází do Pelhřimova a za ním se nachází křižovatka se silnicí I/19, která po silnici I/34 peážuje až za Havlíčkův Brod. Po zhruba 15 km následuje před Humpolcem nájezd na dálnici D1. Zde také končí svoji pouť silnice E551, která vede právě po I/34. Následuje průtah Humpolcem a Rozkoší. Za Rozkoší pak silnice vede do okresu Havlíčkův Brod.
| Místo     | km      | Cíl                            | Poznámka                                     |
| --------- | ------- | ------------------------------ | -------------------------------------------- |
|           | 60,108  |                                | hranice okresů Jindřichův Hradec / Pelhřimov |
| Vodná     | 60,546  | III/4094 Gabrielka             |                                              |
|           | 63,095  | Kamenice nad Lipou / Včelnička |                                              |
|           | 65,362  | III/0347 Johanka               |                                              |
|           | 65,449  | III/0348 Babín                 |                                              |
|           | 73,034  | III/03410 Božejov / Střítež    |                                              |
| Ústrašín  | 75,472  | III/11253 Libkova Voda         |                                              |
| Ústrašín  | 75,865  | III/01926 Nová Cerekev         |                                              |
| Pelhřimov | 81,270  | III/11252 Libkova Voda         |                                              |
| Pelhřimov | 81,861  | Rynárec                        |                                              |
| Pelhřimov | 82,156  | III/1333 Skrýšov               |                                              |
| Pelhřimov | 83,829  | Jihlava                        |                                              |
|           | 85,314  | Tábor                          |                                              |
|           | 85,828  | III/12925 Krasíkovice          |                                              |
|           | 87,395  | III/03415 Služátky             |                                              |
|           | 88,902  | III/03416 Kojčice              |                                              |
|           | 90,737  | III/03416 Dehtáře              |                                              |
|           | 93,618  | III/0349 Velký Rybník          |                                              |
|           | 95,084  | III/03417 Záhoří               |                                              |
|           | 96,822  | Komorovice                     |                                              |
|           | 98,133  | III/03419 Vystrkov             |                                              |
|           | 98,500  | EXIT 90                        | nájezd na Brno                               |
|           | 98,706  | EXIT 90                        | nájezd na Prahu                              |
|           | 98,768  | EXIT 90                        | sjezd od Brna                                |
| Humpolec  | 99,602  | Želiv                          |                                              |
| Humpolec  | 100,438 | Jihlava                        |                                              |
| Humpolec  | 100,858 | III/03418 Vilémov              |                                              |
| Rozkoš    | 102,302 | Polná                          |                                              |
|           | 104,168 |                                | hranice okresů Pelhřimov / Havlíčkův Brod    |

### Okres Havlíčkův Brod – Kraj Vysočina
Celková délka 41,345 - mostů: 15 - podjezdů: 2.
Silnice I/34 směrem do Havlíčkova Brodu prochází přes Skálu, Věž a Šmolovy. V Havlíčkově Brodě peážuje po silnici I/38. Před Pohledem silnici I/34 opouští silnice I/19, která po ní od Pelhřimova peážovala. Dále vede silnice I/34 přes Krátkou Ves a po novém obchvatu kolem České Bělé. V průtahu obcí pak prochází silnice I/34H. Následuje Ždírec nad Doubravou, kde silnice I/34 potkává I/37. Před hranicemi s okresem Chrudim ještě silnice I/34 prochází přes Kohoutov a Benátky.
V roce 2018 probíhá oprava silnice kolem Pohledu, kdy probíhá výstavba křižovatky se silnicí I/19.
| Místo                | km      | Cíl                                   | Poznámka                                  |
| -------------------- | ------- | ------------------------------------- | ----------------------------------------- |
|                      | 104,168 |                                       | hranice okresů Pelhřimov / Havlíčkův Brod |
| Skála                | 106,379 | III/34770 Leština                     |                                           |
| Skála                | 106,610 | III/3482 Boňkov                       |                                           |
| Věž                  | 108,280 | III/34766 Jedouchov                   |                                           |
|                      | 109,086 | III/34752 Bezděkov                    |                                           |
|                      | 111,563 | III/3487 Květinov                     |                                           |
|                      | 111,841 | III/34756 Kvasetice                   |                                           |
| Šmolovy              | 114,920 | III/3489 Lípa                         |                                           |
| Havlíčkův Brod       | 117,492 | III/34740 Poděbaby                    |                                           |
| Havlíčkův Brod       | 118,309 | Jihlava / Habry ul. Žižkova           | zaústění                                  |
| Havlíčkův Brod       | 118,309 | Jihlava / Habry                       | vyústění (v ulici U Cihláře)              |
| Havlíčkův Brod       | 119,079 | Dolní Krupá                           |                                           |
| Havlíčkův Brod       | 119,659 | III/3441 Břevnice                     |                                           |
| Havlíčkův Brod       | 120,972 | ul. Žižkova                           |                                           |
|                      | 122,729 | III/01837 Kyjov                       |                                           |
|                      | 123,824 | III/03422 Jilemník                    |                                           |
|                      | 124,158 | Přibyslav                             |                                           |
| Krátká Ves           | 127,565 | III/03421 Stříbrné Hory               |                                           |
|                      | 128,753 | Česká Bělá                            |                                           |
|                      | 130,234 | III/3509 Česká Bělá / Cibotín         |                                           |
|                      | 131,417 | Česká Bělá                            |                                           |
| I34                  | 0,000   | Havlíčkův Brod / Ždírec nad Doubravou | vyústění                                  |
| Česká Bělá           | 0,636   | III/03422 Jilemník                    |                                           |
| Česká Bělá           | 0,713   | III/34410 Kojetín                     |                                           |
| Česká Bělá           | 0,766   | Žižkovo Pole                          |                                           |
| Česká Bělá           | 1,041   | Chotěboř                              |                                           |
| Česká Bělá           | 1,174   | III/3509 Cibotín                      |                                           |
| Česká Bělá           | 2,271   | Havlíčkův Brod / Ždírec nad Doubravou | zaústění                                  |
|                      | 134,467 | III/3508 Jitkov                       |                                           |
|                      | 134,524 | III/34529 Střížov                     |                                           |
|                      | 136,982 | III/3509 Oudoleň                      |                                           |
|                      | 138,309 | III/3507 Slavětín                     |                                           |
| Ždírec nad Doubravou | 141,632 | ul. Žďárská / ul. Chotěbořská         |                                           |
| Ždírec nad Doubravou | 142,288 | Žďár nad Sázavou / Chrudim            |                                           |
|                      | 145,513 |                                       | hranice okresů Havlíčkův Brod / Chrudim   |

### Okres Chrudim – Pardubický Kraj
Celková délka 25,057 km, na trase 10 mostů, 1 podjezd, 1 železniční přejezd.
V okrese Chrudim vede silnice přes obce Chlum, Hlinsko a Krouna, v obci Borová pokračuje do okresu Svitavy.
| Místo   | km      | Cíl                                | Poznámka                                |
| ------- | ------- | ---------------------------------- | --------------------------------------- |
|         | 145,513 |                                    | hranice okresů Havlíčkův Brod / Chrudim |
| Chlum   | 146,338 | III/03425 Chlum                    |                                         |
|         | 151,047 | III/03426 Studnice                 |                                         |
| Hlinsko | 152,623 | Svratka / Trhová Kamenice          |                                         |
| Hlinsko | 153,921 | Chrast                             |                                         |
|         | 158,602 | III/3439 Kladno III/3061 Vojtěchov |                                         |
|         | 160,949 | III/35525 Oldřiš                   |                                         |
| Krouna  | 161,979 | Svratka / Skuteč                   |                                         |
|         | 163,509 | III/3547 Čachnov                   |                                         |
|         | 165,067 | III/3545 Pustá Kamenice / Rychnov  |                                         |
|         | 170,570 |                                    | hranice okresů Chrudim / Svitavy        |

### Okres Svitavy – Pardubický Kraj
Celková délka 32,020 - mostů: 11 - podjezdů: 1 - železničních přejezdů: 5.
Posledním okresem, kterým silnice I/34 vede a ve kterém končí je okres Svitavy. Silnice vede přes obec Borová. Následuje město Polička a obec Květná. Ve Svitavách silnice I/34 potkává silnici I/43 (E461) a před Koclířovem končí zaústěním do silnice I/35 (E442).
| Místo   | km      | Cíl                              | Poznámka                         |
| ------- | ------- | -------------------------------- | -------------------------------- |
|         | 170,570 |                                  | hranice okresů Chrudim / Svitavy |
| Borová  | 171,471 | Proseč                           |                                  |
| Borová  | 171,960 | III/3598 Poříčí u Litomyšle      |                                  |
| Borová  | 172,478 | Jimramov                         |                                  |
| Borová  | 172,643 | III/35724 Oldřiš                 |                                  |
|         | 178,284 | III/35910 Široký Důl             |                                  |
| Polička | 180,661 | III/36029 Střítež                |                                  |
| Polička | 181,080 | Kamenec u Poličky                |                                  |
| Polička | 181,259 | Jimramov                         |                                  |
| Polička | 181,652 | Bystré                           |                                  |
| Polička | 181,882 | Litomyšl                         |                                  |
| Polička | 183,109 | Brněnec                          |                                  |
|         | 186,891 | III/3632 Pomezí                  |                                  |
| Květná  | 188,340 | III/36024 Chmelík                |                                  |
|         | 191,992 | III/3661 Vendolí III/36021 Karle |                                  |
|         | 194,744 | III/36625 Vendolí                |                                  |
| Svitavy | 197,162 | Javorník                         |                                  |
| Svitavy | 198,327 | Březová nad Svitavou / Lanškroun |                                  |
|         | 202,590 | I35 · E442                       | zaústění                         |

## Modernizace silnice
| Číslo | Název                                        | Délka  | Kategorie  | Zahájení výstavby | Uvedení do provozu | Křižovatky                    |
| ----- | -------------------------------------------- | ------ | ---------- | ----------------- | ------------------ | ----------------------------- |
| C55   | propojení dopravních okruhů České Budějovice | 1,5 km | 16,5/70-50 | 12/2008           | 03/2011            |                               |
| C54   | Lišov – Vranín                               | 9,5 km | 11,5/80    | 02/2023           | 07/2025            | Klauda Lišov                  |
| C70   | Vranín–Třeboň                                | 3,1 km | 11,5/90    | plánováno 2029    | plánováno 2031     |                               |
| C56   | Stráž nad Nežárkou – Lásenice                | 2,6 km | 11,5/90    | 08/2021           | 06/2023            |                               |
| J51   | Božejov – Ondřejov – Pelhřimov               | 5,4 km | 11,5/70    | 04/2015           | 07/2017            | Ústrašín Ondřejov             |
| J69   | Pelhřimov, obchvat                           | 4,9 km | 11,5/90    | plánováno 2026    | plánováno 2028     | Pelhřimov sever Pelhřimov jih |
| J77   | Věž – Skála                                  | 3,8 km | 9,5/90     | plánováno 2027    | plánováno 2029     |                               |
| J78   | Havlíčkův Brod, JZ obchvat                   | 4,4 km | 9,5/90     | plánováno 2030    | plánováno 2032     |                               |
| J53   | Rouštany – Pohled                            | 2,9 km | 11,5/70    | 04/2017           | 10/2018            |                               |
| J84   | Krátká Ves, obchvat                          | 2,4 km | 11,5/90    | plánováno 2033    | plánováno 2034     | Krátká Ves Česká Bělá         |
| J54   | Česká Bělá – obchvat                         | 3,2 km | 11,5/70    | 03/2008           | 09/2010            |                               |
| J80   | Jitkov, směrová a výšková úprava             | 1,8 km | 9,5/80     | plánováno 2027    | plánováno 2028     |                               |